# Agnos
Agnos [aɲɔs] est une commune française, située dans le département des Pyrénées-Atlantiques en région Nouvelle-Aquitaine.

## Géographie

### Localisation
La commune d'Agnos se trouve dans le département des Pyrénées-Atlantiques, en région Nouvelle-Aquitaine.
Elle se situe à 38 km par la route de Pau, préfecture du département, et à 5 km d'Oloron-Sainte-Marie, sous-préfecture.
Les communes les plus proches sont : 
Bidos (2,0 km), Gurmençon (2,1 km), Oloron-Sainte-Marie (3,6 km), Eysus (3,7 km), Goès (4,5 km), Asasp-Arros (4,6 km), Précilhon (4,8 km), Estos (5,1 km).
Sur le plan historique et culturel, Agnos fait partie de la province du Béarn, qui fut également un État et qui présente une unité historique et culturelle à laquelle s’oppose une diversité frappante de paysages au relief tourmenté.

### Communes limitrophes
Les communes limitrophes sont  Ance Féas, Ance, Asasp-Arros, Bidos, Gurmençon et Oloron-Sainte-Marie.
|           | Oloron-Sainte-Marie | Bidos     |
| Ance Féas | Agnos               | Gurmençon |
|           | Asasp-Arros         |           |

### Hydrographie

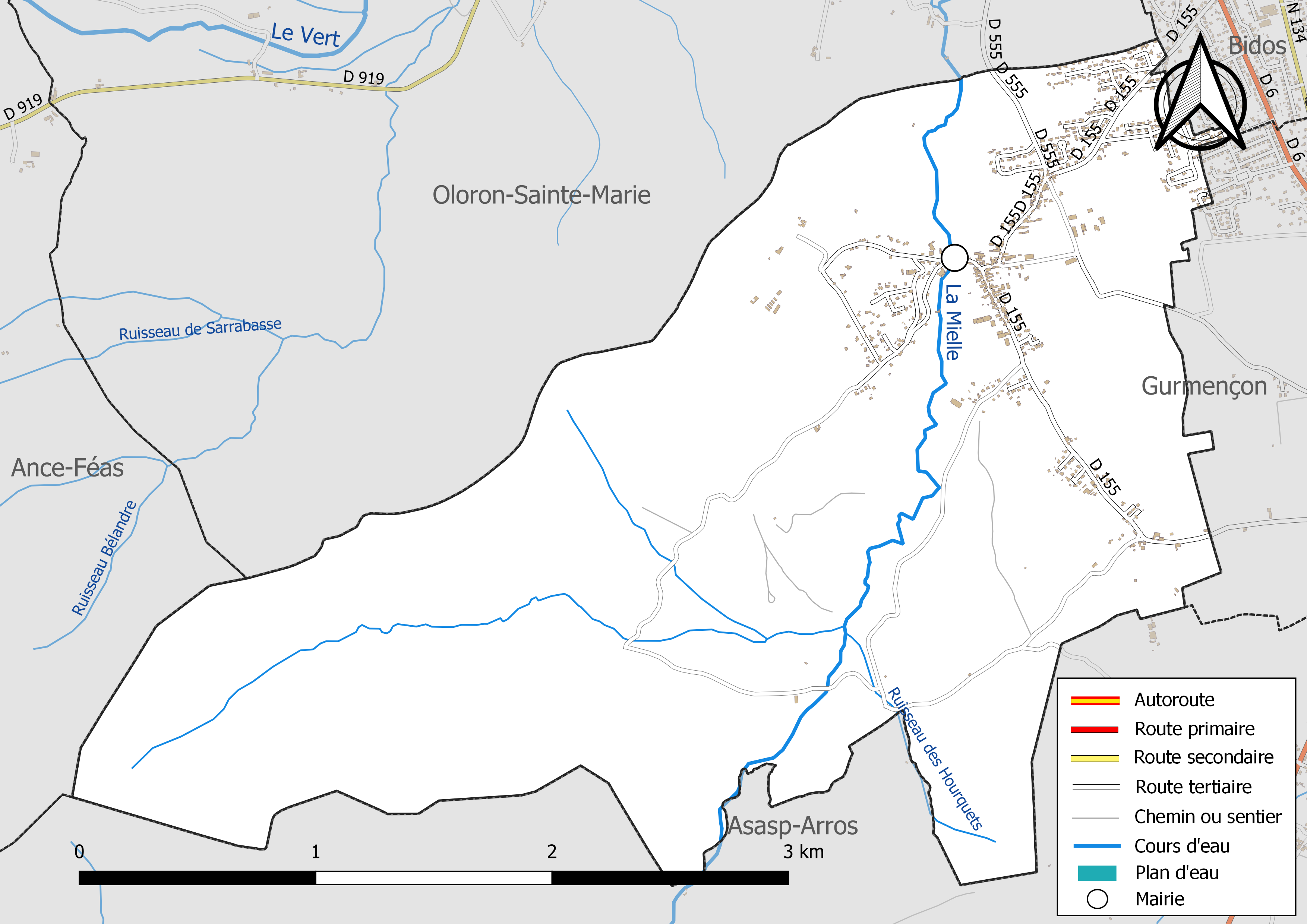
Réseaux hydrographique et routier d'Agnos.

La commune est drainée par la Mielle, le ruisseau des Hourquets et par divers petits cours d'eau, constituant un réseau hydrographique de 9,5 km de longueur totale,.
La Mielle, d'une longueur totale de 14,3 km, prend sa source dans la commune d'Aramits et s'écoule du sud vers le nord. Elle traverse la commune et se jette dans le gave d'Oloron à Oloron-Sainte-Marie, après avoir traversé 5 communes.

### Climat
Pour des articles plus généraux, voir Climat de la Nouvelle-Aquitaine et Climat des Pyrénées-Atlantiques.
Historiquement, la commune est exposée à un climat de montagne.  
En 2020, Météo-France publie une typologie des climats de la France métropolitaine dans laquelle la commune est toujours exposée à un climat de montagne et est dans la région climatique Pyrénées atlantiques, caractérisée par une pluviométrie élevée (>1 200 mm/an) en toutes saisons, des hivers très doux (7,5 °C en plaine) et des vents faibles.
Pour la période 1971-2000, la température annuelle moyenne est de 12,9 °C, avec une amplitude thermique annuelle de 13,6 °C. Le cumul annuel moyen de précipitations est de 1 260 mm, avec 11,2 jours de précipitations en janvier et 9,2 jours en juillet. Pour la période 1991-2020, la température moyenne annuelle observée sur la station météorologique la plus proche, située sur la commune d'Oloron-Sainte-Marie à 3 km à vol d'oiseau, est de 13,1 °C et le cumul annuel moyen de précipitations est de 1 491,4 mm,. Pour l'avenir, les paramètres climatiques de la commune estimés pour 2050 selon différents scénarios d’émission de gaz à effet de serre sont consultables sur un site dédié publié par Météo-France en novembre 2022.

### Milieux naturels et biodiversité

#### Réseau Natura 2000
Le réseau Natura 2000 est un réseau écologique européen de sites naturels d'intérêt écologique élaboré à partir des Directives « Habitats » et « Oiseaux », constitué de zones spéciales de conservation (ZSC) et de zones de protection spéciale (ZPS).
Un site Natura 2000 a été défini sur la commune au titre de la « directive Habitats » : « le gave d'Oloron (cours d'eau) et marais de Labastide-Villefranche »,.

#### Zones naturelles d'intérêt écologique, faunistique et floristique
L’inventaire des zones naturelles d'intérêt écologique, faunistique et floristique (ZNIEFF) a pour objectif de réaliser une couverture des zones les plus intéressantes sur le plan écologique, essentiellement dans la perspective d’améliorer la connaissance du patrimoine naturel national et de fournir aux différents décideurs un outil d’aide à la prise en compte de l’environnement dans l’aménagement du territoire.
Deux ZNIEFF de type 2 sont recensées sur la commune, : 
- les « massifs forestiers et landes de Bugangue et de Labaig » (1 406,14 ha), couvrant 5 communes du département[20] ;
- la « vallée de Barétous (bassin versant du Vert) » (15 909,85 ha), couvrant 8 communes du département[21].

## Urbanisme

### Typologie
Au 1er janvier 2024, Agnos est catégorisée commune rurale à habitat dispersé, selon la nouvelle grille communale de densité à sept niveaux définie par l'Insee en 2022.
Elle appartient à l'unité urbaine d'Oloron-Sainte-Marie, une agglomération intra-départementale regroupant neuf  communes, dont elle est une commune de la banlieue,,. Par ailleurs la commune fait partie de l'aire d'attraction d'Oloron-Sainte-Marie, dont elle est une commune de la couronne,. Cette aire, qui regroupe 44 communes, est catégorisée dans les aires de moins de 50 000 habitants,.

### Occupation des sols

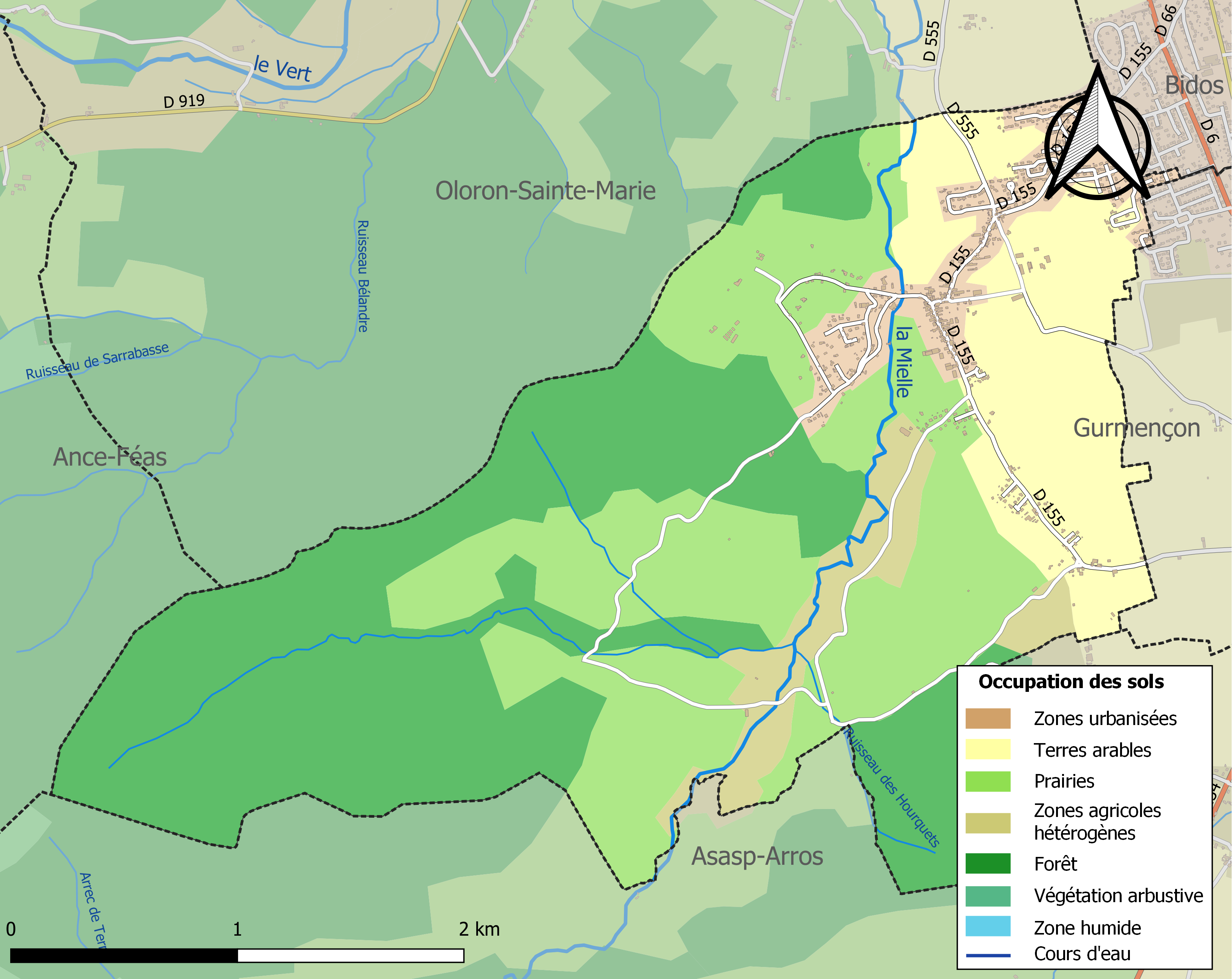
Carte des infrastructures et de l'occupation des sols de la commune en 2018 (CLC).

L'occupation des sols de la commune, telle qu'elle ressort de la base de données européenne d’occupation biophysique des sols Corine Land Cover (CLC), est marquée par l'importance des territoires agricoles (52,3 % en 2018), en diminution par rapport à 1990 (54,4 %). La répartition détaillée en 2018 est la suivante : 
forêts (41,1 %), prairies (31,6 %), terres arables (15,1 %), zones urbanisées (6,6 %), zones agricoles hétérogènes (5,6 %). L'évolution de l’occupation des sols de la commune et de ses infrastructures peut être observée sur les différentes représentations cartographiques du territoire : la carte de Cassini (XVIIIe siècle), la carte d'état-major (1820-1866) et les cartes ou photos aériennes de l'IGN pour la période actuelle (1950 à aujourd'hui).

### Lieux-dits et hameaux
- La Baig[27]
- Candalot[6]
- Dufau[6]
- Fontaine Anglade[6]
- Laborde-Boy[6]
- Lasserre[6]
- Ledorré[6]
- Logecoop[6]
- Mirande[6]
- Le Plouts[6]
- Sayette[6]
- Sentin[6]

### Voies de communication et transports
La commune est desservie par les routes départementales D 155 et D 555.

### Risques majeurs
Le territoire de la commune d'Agnos est vulnérable à différents aléas naturels : météorologiques (tempête, orage, neige, grand froid, canicule ou sécheresse), inondations, feux de forêts et séisme (sismicité moyenne). Un site publié par le BRGM permet d'évaluer simplement et rapidement les risques d'un bien localisé soit par son adresse soit par le numéro de sa parcelle.
Certaines parties du territoire communal sont susceptibles d’être affectées par le risque d’inondation par une crue torrentielle ou à montée rapide de cours d'eau, notamment la Mielle. La commune a été reconnue en état de catastrophe naturelle au titre des dommages causés par les inondations et coulées de boue survenues en 1982, 1992, 2008 et 2009,.
Agnos est exposée au risque de feu de forêt. En 2020, le premier plan de protection des forêts contre les incendies (PDPFCI) a été adopté pour la période 2020-2030. La réglementation des usages du feu à l’air libre et les obligations légales de débroussaillement dans le département des Pyrénées-Atlantiques font l'objet d'une consultation de public ouverte du 16 septembre au 7 octobre 2022,.

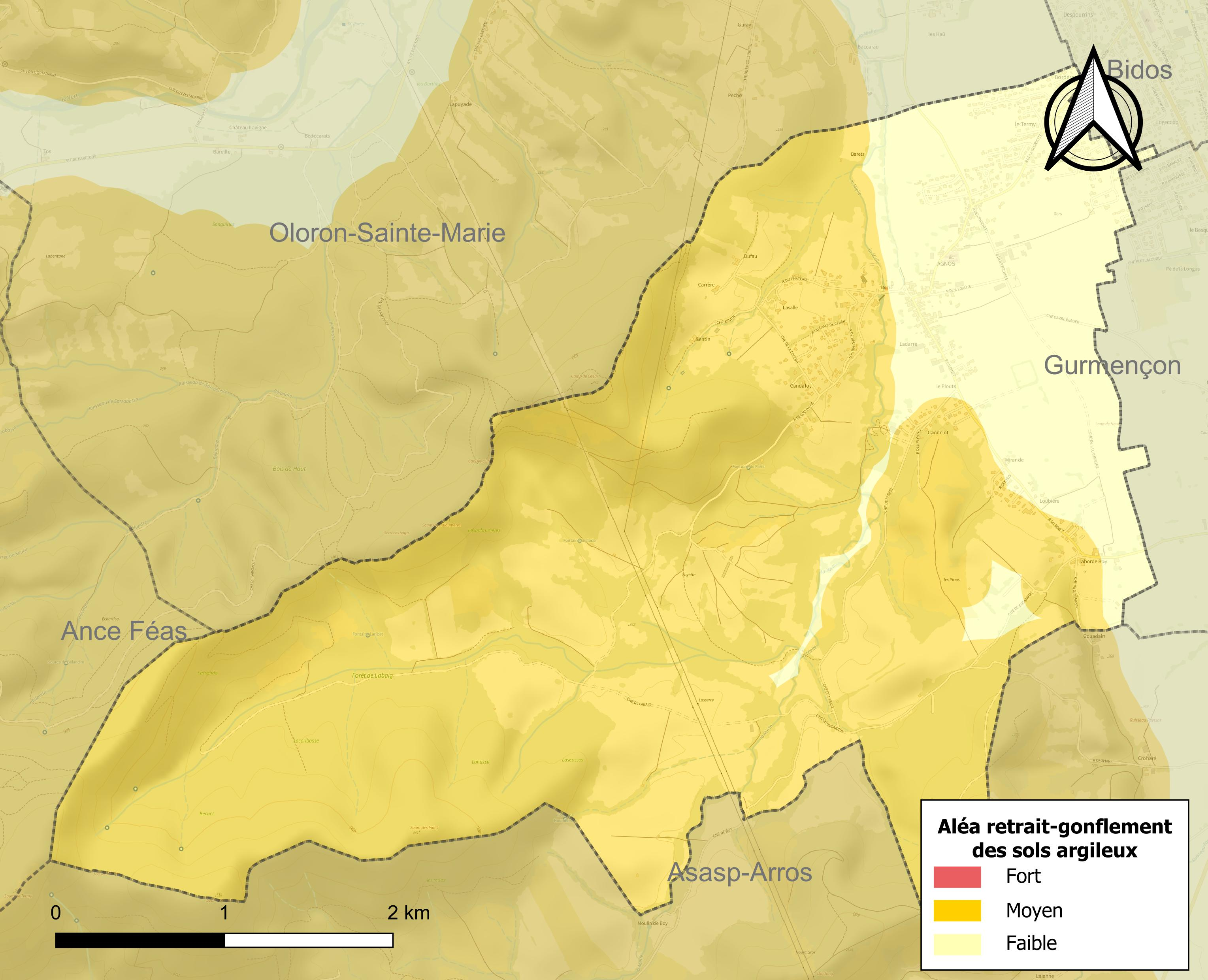
Carte des zones d'aléa retrait-gonflement des sols argileux d'Agnos.

Le retrait-gonflement des sols argileux est susceptible d'engendrer des dommages importants aux bâtiments en cas d’alternance de périodes de sécheresse et de pluie. 80,3 % de la superficie communale est en aléa moyen ou fort (59 % au niveau départemental et 48,5 % au niveau national). Depuis le 1er octobre 2020, en application de la loi ELAN, différentes contraintes s'imposent aux vendeurs, maîtres d'ouvrages ou constructeurs de biens situés dans une zone classée en aléa moyen ou fort,.

## Toponymie
Le toponyme Agnos apparaît sous les formes
Anhos (1364, fors de Béarn et 1385, censier de Béarn),
Aynhos (XIVe siècle, censier de Béarn), 
Aignos (1675, réformation de Béarn) et 
Agnos (fin XVIIIe siècle, carte de Cassini).
Michel Grosclaude suggère qu'Agnos provient d'un nom latin d'homme, Annius, prolongé du suffixe aquitain -ossum, le tout signifiant « domaine d'Annius ».
La Baig, désignant un bois, est un toponyme cité en 1863 par le dictionnaire topographique Béarn-Pays basque.

## Histoire
Paul Raymond note qu'en 1385, Agnos comptait dix-sept feux et dépendait du bailliage d'Oloron.
Cette commune a fusionné avec celle de Gurmençon le 1er février 1973, pour former la commune appelée Val-du-Gave-d'Aspe. Elle a été rétablie le 1er janvier 1983.

## Politique et administration

### Liste des maires
| Période                                  | Période  | Identité     | Étiquette | Qualité                    |
| ---------------------------------------- | -------- | ------------ | --------- | -------------------------- |
| avant 1988                               | En cours | André Bernos | PS        | Retraité de l'enseignement |
| Les données manquantes sont à compléter. |          |              |           |                            |

### Intercommunalité
La commune fait partie de quatre structures intercommunales :
- la communauté de communes du Haut Béarn ;
- le syndicat AEP d'Agnos-Gurmençon ;
- le syndicat d’énergie des Pyrénées-Atlantiques ;
- le syndicat intercommunal d'assainissement de la porte d’Aspe.

## Population et société

### Démographie
Le gentilé est Agnosiens.
L'évolution du nombre d'habitants est connue à travers les recensements de la population effectués dans la commune depuis 1793. Pour les communes de moins de 10 000 habitants, une enquête de recensement portant sur toute la population est réalisée tous les cinq ans, les populations de référence des années intermédiaires étant quant à elles estimées par interpolation ou extrapolation. Pour la commune, le premier recensement exhaustif entrant dans le cadre du nouveau dispositif a été réalisé en 2007.

En 2022, la commune comptait 1 042 habitants, en évolution de +4,1 % par rapport à 2016 (Pyrénées-Atlantiques : +3,78 %, France hors Mayotte : +2,11 %).
| 1793 | 1800 | 1806 | 1821 | 1831 | 1836 | 1841 | 1846 | 1851 |
| ---- | ---- | ---- | ---- | ---- | ---- | ---- | ---- | ---- |
| 346  | 301  | 328  | 375  | 421  | 479  | 473  | 482  | 461  |

| 1856 | 1861 | 1866 | 1872 | 1876 | 1881 | 1886 | 1891 | 1896 |
| ---- | ---- | ---- | ---- | ---- | ---- | ---- | ---- | ---- |
| 431  | 431  | 419  | 407  | 372  | 402  | 384  | 405  | 405  |

| 1901 | 1906 | 1911 | 1921 | 1926 | 1931 | 1936 | 1946 | 1954 |
| ---- | ---- | ---- | ---- | ---- | ---- | ---- | ---- | ---- |
| 412  | 406  | 403  | 401  | 374  | 373  | 368  | 351  | 390  |

| 1962 | 1968 | 1975 | 1982 | 1990 | 1999 | 2006 | 2007 | 2012 |
| ---- | ---- | ---- | ---- | ---- | ---- | ---- | ---- | ---- |
| 372  | 353  | 465  | 478  | 645  | 751  | 824  | 834  | 910  |

| 2017  | 2022  | - | - | - | - | - | - | - |
| ----- | ----- | - | - | - | - | - | - | - |
| 1 019 | 1 042 | - | - | - | - | - | - | - |

Agnos fait partie de l'aire d'attraction d'Oloron-Sainte-Marie.

### Associations
Le club d'aéromodélisme accueille ses adhérents au quartier Sayette.

### Enseignement

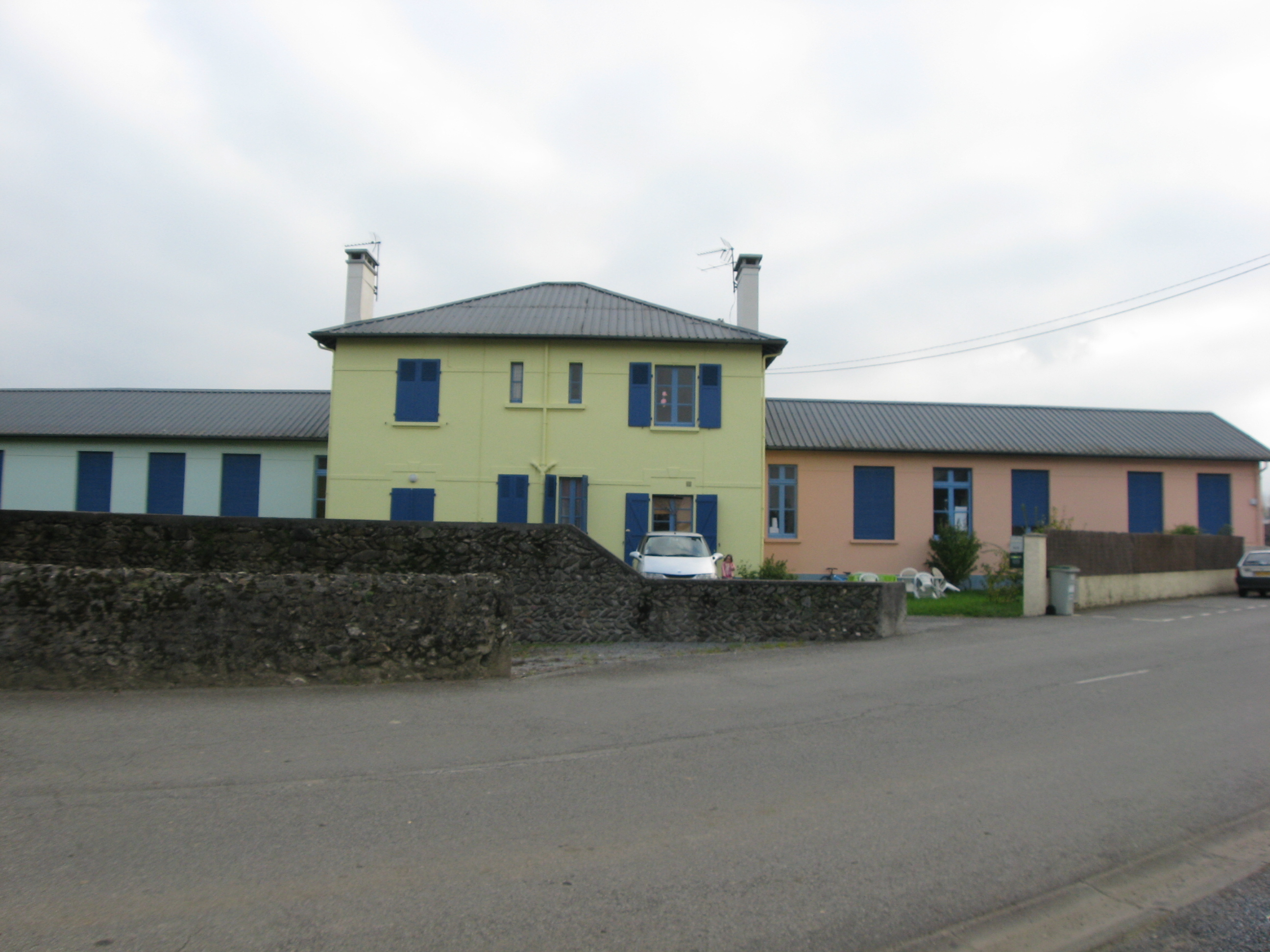
École primaire.

La commune dispose d'une école primaire.

### Médiathèque
Le projet de médiathèque de la communauté de communes du Piémont Oloronais a recensé la bibliothèque municipale d'Agnos en tant que point relais.

### Sports
Le club de basket-ball a fusionné en 2006 avec celui d'Asasp pour former le BCHB (Basket club du Haut-Béarn).

## Économie
L'activité est principalement agricole (élevage, polyculture). La commune fait partie de la zone d'appellation de l'ossau-iraty.
Le classement 2006 de l'Insee, indiquant le revenu fiscal médian par ménage, pour chaque commune de plus de 50 ménages (30 687 communes parmi les 36 681 communes recensées), classe Agnos au rang 6 323, pour un revenu de 18 420 €.

## Culture locale et patrimoine

### Lieux et monuments

#### Patrimoine civil
- Le château d'Agnos à Agnos.

#### Patrimoine religieux

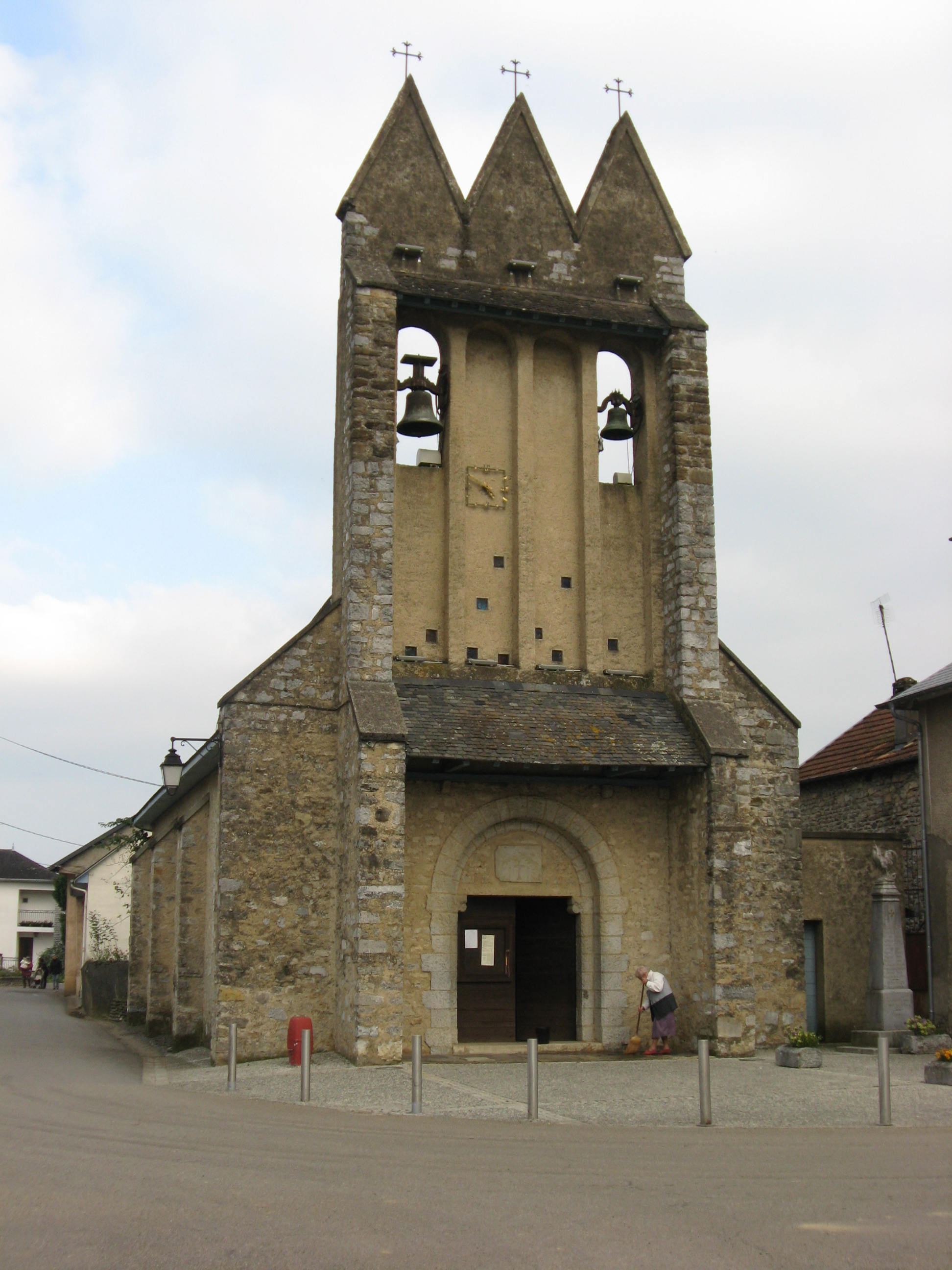
Église du XIXe siècle.

##### Église Notre-Dame-de-l'Assomption d'Agnos
L'église d'Agnos est dédiée à l'Assomption de Marie, elle possède un clocher trinitaire (présence d'un clocher-mur ou campenard). Elle recèle du mobilier et des objets inscrits aux monuments historiques depuis 1993 et 1997, bien que partiellement détruits durant l'incendie de 1968.

### Patrimoine environnemental
Les forêts de Bugangue et de Labaigt, bois intersyndicaux, gérés par l'ONF, sont des abris précieux pour une flore et une faune locales bien préservées, dont plusieurs espèces sont protégées. Un arboretum est un des résultats de la collaboration avec l'ONF.
La Mielle, petit ruisseau qui arrose Agnos, est inscrite dans le programme Natura 2000 pour trois espèces rares : écrevisse à pattes blanches, tortue cistude et le très rare vison d'Europe, qui en France, n'existe plus que dans le Sud-Ouest.
Les Pyrénées sont riches en paysages et le village d'Agnos est le point de départ de l'un des plus beaux itinéraires pour VTT de tout le piémont : d'Agnos au Mail Arrouil et retour (quatre heures de VTT ou sept heures de marche) dans des environnements très variés, landes, roches, prairies avec vue sur la chaîne des Pyrénées. Cet itinéraire, comme plusieurs autres, est géré par le plan local de randonnée de la CCPO.

### Personnalités liées à la commune
Catherine Capdevielle, née en 1938 à Agnos, est une athlète spécialiste des épreuves de sprint.